# Wellington Phoenix Women's Football Club
El Wellington Phoenix Women's Football Club es un club de fútbol femenino neozelandés con sede en la capital Wellington. Es la sección femenina del Wellington Phoenix de la A-League. Fue fundado en 2021 y juega en la A-League Women, máxima categoría del fútbol femenino en Australia, desde la temporada 2021-22. Juega como local en el Estadio Regional de Wellington, con una capacidad para 34 500 espectadores.

## Temporadas
| Temporada | Posición | Eliminatorias |
| --------- | -------- | ------------- |
| 2021-22   | 10.º     | No clasificó  |
| 2022-23   | 11.º     | No clasificó  |